# Los Encargados
Los Encargados fue una banda de tecno-pop argentina, la primera de dicho género en el país. Combinaban la rigidez del techno con las melodías del Synth pop y tuvieron origen como un trío de teclados a principios de 1982, liderados por Daniel Melero.

## Historia
Los Encargados participaron en el festival "Buenos Aires Rock" 1982, llevado a cabo en las canchas de rugby del club Obras Sanitarias a fines de ese año. 
Fueron recibidos con naranjazos y despedidos con pedradas debido a que les tocó abrir el concierto del grupo Riff, y los fans del heavy metal no se comportaron. 
No obstante, obtuvieron la aprobación de la crítica especializada.
Para 1984 se incorporaron Alejandro Fiori, Sergio Mariani y Hugo Foigelman, respectivamente. También participaron Richard Coleman (Fricción) y Ulises Butrón (Metrópoli).
Grabaron dos discos para productoras independientes, que nunca llegaron a estar a la venta. Desde 1985 Daniel Melero se dedicó a la producción artística de otras bandas, pero no abandonó a Los Encargados.
Por intermedio de la multinacional RCA aparece Silencio en 1986, primer LP editado comercialmente por la banda, el cual fue elegido como Mejor Disco del Año en la encuesta del suplemento "Sí", del Diario Clarín. 
El éxito "Sangre en el volcán" fue elegido Mejor Tema, mientras que "Trátame suavemente", escrito por Melero y otro de sus temas más difundidos, ya era una canción conocida, al ser popularizada por Soda Stereo, quienes lo incluyeron en su álbum debut de 1984.

## Formación
- Daniel Melero (voz, guitarra y sintetizadores)
- Luis Bonatto (sintetizadores, bajo y caja de ritmos)
- Mario Siperman (sintetizadores)
- Alejandro Fiori (guitarra principal)
- Sergio Mariani (bajo, caja de ritmos y coros)
- Hugo Foigelman (sintetizadores, guitarra ritmica y caja de ritmos)

## Discografía
- 1986: Silencio